# Выборы в Совет Безопасности ООН (2002)

Члены Совета безопасности ООН после выборов 2002 года.

Выборы в СБ ООН прошли 27 сентября 2002 года на 57 ГА ООН в Штаб-квартире ООН.
Новыми непостоянными членами Совета безопасности ООН на 2 года избраны Ангола, Пакистан, Чили, Германия и Испания. Свою работу в Совбезе они начали с 1 января 2003 года.

## Географическое распределение
В соответствии с Генеральной Ассамблеей правила географического распределения из непостоянных членов Совета Безопасности, а также сложившейся практикой, члены избирались следующим образом: один из Африки (ранее: Маврикий), один из Азии (ранее: Сингапур), один из стран Латинской Америки и Карибского бассейна (ранее: Коулмбия), и два из Западной Европы (ранее: Ирландия и Норвегия).

## Кандидаты
В общей сложности существовало пять кандидатов на пять мест. Ни одна кандидатура не была оспорена.